# Alberto Martín
Alberto Martín Magret (* 20. srpna 1978 v Barceloně, Španělsko) je současný katalánský profesionální tenista.
Ve své dosavadní kariéře vyhrál 3 turnaje ATP ve dvouhře a 3 turnaje ve čtyřhře.

## Finálové účasti na turnajích ATP (11)

### Dvouhra - výhry (3)
| Legenda                                                       |
| ATP International Series Gold / ATP World Tour 500 Series (0) |
| ATP International Series / ATP World Tour 250 Series (3)      |

| Č. | Datum           | Turnaj              | Povrch | Soupeř ve finále | Výsledek      |
| 1. | 28. březen 1999 | Casablanca, Maroko  | antuka | Fernando Vicente | 6-3, 6-4      |
| 2. | 3. říjen 1999   | Bukurešť, Rumunsko  | antuka | Karim Alami      | 6-2, 6-3      |
| 3. | 6. květen 2001  | Mallorca, Španělsko | antuka | Guillermo Coria  | 6-3, 3-6, 6-2 |

### Dvouhra - prohry (2)
| Legenda                                                  |
| ATP International Series / ATP World Tour 250 Series (2) |

| Č. | Datum         | Turnaj                    | Povrch | Vítěz         | Výsledek       |
| 1. | 20. únor 2005 | Costa do Sauípe, Brazílie | antuka | Rafael Nadal  | 6-0, 6-72, 6-1 |
| 2. | 26. únor 2006 | Costa do Sauípe, Brazílie | antuka | Nicolás Massú | 6-3, 6-4       |

### Čtyřhra - výhry (3)
| Legenda                                                  |
| ATP International Series / ATP World Tour 250 Series (3) |

| Č. | Datum             | Turnaj                  | Povrch | Partner           | Soupeři ve finále                | Výsledek       |
| 1. | 17. září 2000     | Bukurešť, Rumunsko      | antuka | Ejal Ran          | Devin Bowen Mariano Hood         | 7-64, 6-1      |
| 2. | 23. červenec 2006 | Amersfoort, Nizozemsko  | antuka | Fernando Vicente  | Lucas Arnold Ker Christopher Kas | 6-4, 6-3       |
| 3. | 22. únor 2009     | Buenos Aires, Argentina | antuka | Marcel Granollers | Nicolás Almagro Santiago Ventura | 6-3, 5-7, 10-8 |

### Čtyřhra - prohry (3)
| Legenda                                                  |
| ATP International Series / ATP World Tour 250 Series (3) |

| Č. | Datum          | Turnaj              | Povrch | Partner          | Vítězové                        | Výsledek   |
| 1. | 14. září 1997  | Bournemouth, Anglie | antuka | Chris Wilkinson  | Kent Kinnear Aleksandar Kitinov | 7-67, 6-2  |
| 2. | 10. říjen 1999 | Palermo, Itálie     | antuka | Lan Bale         | Mariano Hood Sebastián Prieto   | 6-3, 6-1   |
| 3. | 7. květen 2000 | Mallorca, Španělsko | antuka | Fernando Vicente | Michaël Llodra Diego Nargiso    | 7-62, 7-63 |

## Davisův pohár
Alberto Martín se zúčastnil 1 zápasu v Davisově poháru za tým Španělska s bilancí 0-1 ve dvouhře a 0-1 ve čtyřhře.

## Postavení na žebříčku ATP na konci sezóny

### Dvouhra
| Rok    | 1993 | 1994   | 1995   | 1996   | 1997   | 1998   | 1999  | 2000  | 2001  | 2002  | 2003  | 2004  | 2005  | 2006  | 2007   | 2008   |
| Pořadí | 839. | ▲ 755. | ▲ 203. | ▼ 226. | ▲ 110. | ▲ 106. | ▲ 55. | ▼ 80. | ▲ 41. | ▼ 61. | ▲ 55. | ▼ 67. | ▲ 51. | ▼ 62. | ▼ 141. | ▲ 101. |

### Čtyřhra
| Rok    | 1994 | 1995   | 1996   | 1997  | 1998  | 1999   | 2000  | 2001   | 2002   | 2003   | 2004  | 2005   | 2006  | 2007   | 2008   |
| Pořadí | 562. | ▼ 628. | ▲ 258. | ▲ 77. | ▼ 98. | ▼ 102. | ▲ 86. | ▼ 200. | ▲ 153. | ▼ 192. | ▲ 98. | ▼ 215. | ▲ 80. | ▼ 231. | ▲ 121. |